# Монтана Стэйт Бобкэтс (баскетбол)
Монтана Стэйт Бобкэтс (англ. Montana State Bobcats) — студенческая баскетбольная команда, представляющая Университет штата Монтана в первом баскетбольном мужском дивизионе NCAA. Располагается в Бозмене (штат Монтана). В настоящее время (с 1963 года) команда выступает в конференции Big Sky.
Команда начала участвовать в студенческих соревнованиях в 1902 году. «Бобкэтс» 11 раз становились чемпионами конференции и шесть раз принимали участие в турнире NCAA, причем три раза (с 2022 по 2024 год) подряд. Команда также была признана Спортивным фондом Хелмса национальным чемпионом в сезоне 1928/29. Одним из лучших игроков «Бобкэтс» в истории является Кэт Томпсон, выступавший за команду с 1926 по 1930 годы. Он четыре сезона подряд (с 1927 по 1930 год) включался во всеамериканскую сборную, в победном сезоне 1928/29 был назван баскетболистом года, в 1962 году был включён в Зал славы баскетбола и до сих пор является лучшим снайпером в истории университета.

## Достижения
- 1/8 NCAA: 1951
- Участие в NCAA: 1951, 1986, 1996, 2022, 2023, 2024
- Победители турнира конференции: 1986, 1996, 2022, 2023, 2024 (Big Sky[англ.])
- Победители регулярного чемпионата конференции (11): 1927, 1928, 1929, 1930, 1937, 1964, 1967, 1987, 1996, 2002, 2022 (Big Sky[англ.])